# The London Jilt
The London Jilt; Or, the Politick Whore é um conto em prosa inglês publicado anonimamente em 1683, relatando ostensivamente as memórias de uma cortesã de Londres. Parte da tradição inglesa do " ancinho da Restauração ", o livro, outrora atribuído a Alexander Oldys, alcançou popularidade tanto na Inglaterra quanto nas colônias americanas.

## Autoria
O autor é desconhecido. Roger Thompson, em um artigo de 1975 publicado no Harvard Library Bulletin, propôs que o autor fosse procurado na escola de Richard Head (autor de The English Rogue, 1665) e Francis Kirkman, ambos famosos por suas obras malandras, e " atendendo a um público burguês de mente obscena". Alguns estudiosos reivindicaram Alexander Oldys como o autor, mas como Charles Hinnant argumenta em sua recente edição acadêmica de The London Jilt, isso se deve a Arundell Esdaile, um bibliógrafo, que, em sua List of English Tales and Prose Romances (1912), atribuiu The London Jilt a Oldy, confundindo este romance com The Female Gallant, or The Female Cuckold (1692), de Oldys, que tinha como título variante The London Jilt, ou O Corno Fêmea (pág. 11).